# دييغو كالديرون (لاعب كرة قدم إكوادوري)
دييغو كالديرون (26 أكتوبر 1986 في الإكوادور - ) (بالإسبانية: Diego Armando Calderón Espinoza)‏ هو لاعب كرة قدم إكوادوري في مركز الدفاع. شارك مع منتخب الإكوادور لكرة القدم. أما مع النوادي، فقد لعب مع برشلونة جواياكويل وكولورادو رابيدز وليغا دي كيتو وDeportivo Azogues ‏.

## وصلات خارجية
- دييغو كالديرون على موقع الاتحاد الدولي (مؤرشف)  (الإنجليزية)
- دييغو كالديرون على موقع الدوري الأمريكي (الإنجليزية)
- دييغو كالديرون على موقع قاعدة بيانات كرة القدم.إي يو (الإنجليزية)
- دييغو كالديرون على موقع ناشيونال فوتبول تيمز (الإنجليزية)
- دييغو كالديرون على موقع Soccerway.com (الإنجليزية)
- دييغو كالديرون على موقع AS.com (الإسبانية)